# Taša, Kropa in Klepa
Taša, Kropa in Klepa so slovenska bajeslovna  bitja.  V ljudski pesnitvi Molitev proti sovražniku nastopajo kot tri svetnice, ki ob Bogu pomagajo premagati sovražnika, pri čemer je Kropa povezana s kropenjem sovražnikov, Klepa pa z njihovim vklepanjem. Podrobnosti njihovih funkcij in njihovega izvora ne poznamo. Na Notranjskem so sicer odkrili izročilo o treh devicah, ki so jim morda sorodne, a sta od njih ohranjeni le dve imeni (Kozma in Žauba).